# USS Heron (AM-10)
USS Heron (AM-10) trałowiec typu Lapwing służący w United States Navy w okresie I wojny światowej i II wojny światowej.
Okręt zwodowano 18 maja 1918, matką chrzestną była Astrid Rundquist, córka przyszłego dowódcy. Jednostka weszła do służby 30 października 1918, pierwszym dowódcą został Lt. K. Rundquist.
W momencie wybuchu wojny na Pacyfiku znajdował się na Filipinach.
W czasie II wojny światowej służył na Pacyfiku.
Okręt wycofano ze służby 12 lutego 1946. 